# Su Bühler
Su Bühler (geboren in Stuttgart) ist eine deutsche Kostümbildnerin.

## Leben und Werk
Su Bühler begann ihre Laufbahn als Kostümassistentin am Niedersächsischen Staatstheater Hannover. Dort entstand ihre erste eigene Arbeit als Kostümbildnerin, Volksvernichtung oder meine Leber ist sinnlos von Werner Schwab. Es folgten mehrere Spielzeiten als Kostümassistentin am Bayrisches Staatsschauspiel Residenztheater in München.
Seit 1997 ist sie als Kostümbildnerin tätig, u. a. mit Arbeiten mit den Regisseuren Andreas Kriegenburg, Konstanze Lauterbach und Matthias Hartmann; am Bayerischen Staatsschauspiel (Residenztheater), am Deutschen Schauspielhaus Hamburg, Schauspiel Leipzig, am Niedersächsische Staatstheater Hannover und am Schauspielhaus Zürich. Für die dortige Uraufführung von Botho Strauß‘ Kuss des Vergessens mit Otto Sander wurde sie zum Theatertreffen eingeladen und von Theater heute zur besten Kostümbildnerin des Jahres nominiert.
Ab 1999 war Bühler leitende Kostümbildnerin am Schauspielhaus Bochum, wo sie u. a. mit Wilfried Minks, David Bösch, Matthias Hartmann, Jürgen Kruse, Maria Happel und Helge Schneider arbeitete. Es folgten Nominierungen zur besten Kostümbildnerin des Jahres für Pancomedia (UA) von Botho Strauß und Mendy das Wusical von Helge Schneider.
Während dieser Zeit entstanden Projekte wie die Eröffnungspremiere der Ruhrtriennale, Deutschland deine Lieder (UA) von Albert Ostermaier, 1979 von Christian Kracht / Regie: Matthias Hartmann, bei den Ruhrfestspielen und Arbeiten am Opernhaus Zürich.
2005 wurde sie am Schauspielhaus Zürich leitende Kostümbildnerin. Während dieser Zeit entstanden Arbeiten wie z. B. Ein Sommernachtstraum bei den Salzburger Festspielen / Regie: Christian Weise, Carmen mit Jonas Kaufmann am Opernhaus Zürich, sowie weitere Arbeiten an der Oper Köln, Gran Teatre del Liceu Barcelona und der Wiener Staatsoper.
Nach 2009 begann ihre Arbeit als freischaffende Kostümbildnerin u. a. mit Georg Schmiedleitner, Niels-Peter Rudolph, Alexandra Liedtke und Michael Schachermaier am Wiener Burgtheater, am Wiener Volkstheater, am Theater in der Josefstadt und der Wiener Staatsoper. Mit Regisseuren wie Sandra Strunz, Johanna Wehner, Alexandra Liedtke, Markus Trabusch, Peter Carp und Claus Peymann arbeitet sie am Staatsschauspiel Dresden, am Hessischen Staatstheater Wiesbaden, am Salzburger Landestheater, am Theater Freiburg, an der Opera di Firenze, dem Landestheater Linz und in Wien. Am Düsseldorfer Schauspielhaus schuf sie die Kostüme für die deutsche Erstaufführung von Lazarus von David Bowie und Enda Walsh.

## Privates
Bühler ist Mutter von zwei Söhnen.

## Werke (Auswahl)

### Theater
- 1993: Niedersächsisches Staatstheater Hannover, Volksvernichtung oder meine Leber ist sinnlos von Werner Schwab, Regie: Matthias Hartmann
- 1994: Bayrisches Staatsschauspiel Residenztheater, Außer Kontrolle von Ray Cooney, Regie: Matthias Hartmann
- 1996: Bayrisches Staatsschauspiel Residenztheater, LysistrataLysistrata von Aristophanes, Regie: Klaus Emmerich
- 1997: Bayrisches Staatsschauspiel Residenztheater, Der Flüchtling von Fritz Hochwälder, Regie: Matthias Hartmann
- 1998: Bayrisches Staatsschauspiel Residenztheater, HamletHamlet von William Shakespeare, Regie: Matthias Hartmann
- 1998: Niedersächsisches Staatstheater Hannover, Adam Geist von Dea Loher, Regie: Andreas Kriegenburg
- 1998: Schauspielhaus Zürich, Der Kuss des Vergessens (UA) von Botho Strauß, Regie: Matthias Hartmann
- 1999: Deutsches Schauspielhaus Hamburg, Jungfrau von Orleans von Friedrich Schiller, Regie: Matthias Hartmann
- 1999: Schauspiel Leipzig, Lulu von Frank Wedekind, Regie: Konstanze Lauterbach
- 2000–05: Leitende Kostümbildnerin am Schauspielhaus Bochum
  - Die Eröffnung (UA) von Peter Turrini, Regie: Matthias Hartmann
  - Die Familie Schroffenstein von Heinrich von Kleist, Regie: Matthias Hartmann
  - Der Parasit von Friedrich Schiller, Regie: Matthias Hartmann
  - Der Narr und seine Frau heute Abend in Pancomedia (UA) von Botho Strauß, Regie: Matthias Hartmann
  - Abriss von Albert Ostermaier, Regie: Matthias Hartmann
  - Warten auf Godot von Samuel Beckett, Regie: Matthias Hartmann
  - Don Karlos von Friedrich Schiller, Regie: Patrick Schlösser
  - Der stumme Diener von Harold Pinter, Regie: Jürgen Kruse
  - Direktoren von Daniel Besse, Regie: Matthias Hartmann
  - Komödie der Verführung von Arthur Schnitzler, Regie: Matthias Hartmann
  - 2002: Die Eröffnung der Ruhrtriennale
  - Deutschland deine Lieder (UA) von Albert Ostermaier, Regie: Matthias Hartmann
  - Einordnen/Ausflug (UA) von Neil LaBute, Regie: Matthias Hartmann
  - Der Hauptmann von Köpenick von Carl Zuckmayer, Regie: Matthias Hartmann
  - Die Physiker von Friedrich Dürrenmatt, Regie: David Mouchtar-Samorai
  - 1979 (UA) von Christian Kracht, Regie: Matthias Hartmann
  - Mendy das Wusical (UA) von Helge Schneider, Regie: Helge Schneider
  - Der Hausmeister von Harold Pinter, Regie: Wilfried Minks
  - Electronic City von Falk Richter, Regie: Matthias Hartmann
  - Piaf von Pam Gems, Regie: Maria Happel
  - Aprikose, Banane, Erdbeer – Kommissar Schneider und die Satanskralle von Singapur (UA) von Helge Schneider, Regie: Helge Schneider
  - Romeo und Julia von William Shakespeare, Regie: David Bösch
- 2005–09: Leitende Kostümbildnerin am Schauspielhaus Zürich
  - Nach der Liebe beginnt ihre Geschichte (UA) von Botho Strauß, Regie: Matthias Hartmann
  - Amphytrion von Heinrich von Kleist, Regie: Matthias Hartmann
  - Ich bin der Wind von Jon Fosse, Regie: Matthias Hartmann
  - Iwanow von Anton Tschechow, Regie: Matthias Hartmann
  - Immanuel Kant von Thomas Bernhard, Regie: Matthias Hartmann
  - Der Streit von Pierre Carlet de Marivaux, Regie: David Bösch
  - Kabale und Liebe von Friedrich Schiller, Regie: David Bösch
- 2008: Salzburger Festspiele, Ein Sommernachtstraum von William Shakespeare, Regie: Christian Weise
- 2009: Burgtheater Wien
  - Romeo und Julia von William Shakespeare, Regie: David Bösch
  - Immanuel Kant von Thomas Bernhard, Regie: Matthias Hartmann
- 2010: Wiener Volkstheater, Baby Doll von Tennessee Williams, Regie: Niels-Peter Rudolph
- 2011: Staatsschauspiel Dresden, WoyzeckWoyzeck von Georg Büchner, Regie: Sandra Strunz
- 2013: Burgtheater Wien, Der Alpenkönig und der Menschenfeind von Ferdinand Raimund, Regie: Michael Schachermaier
- 2014: Theater in der Josefstadt, LiebeleiLiebelei von Arthur Schnitzler, Regie: Alexandra Liedtke
- 2015: Burgtheater Wien, Engel des Vergessens von Maja Haderlap, Regie: Georg Schmiedleitner
- 2016: Theater in der Josefstadt
  - Die Kehrseite der Medaille von Florian Zeller, Regie: Alexandra Liedtke
  - Der Vater von Florian Zeller, Regie: Alexandra Liedtke
- 2017: Burgtheater Wien, Liebesgeschichten und Heiratssachen von Johann Nestroy, Regie: Georg Schmiedleitner
- Staatstheater Kassel, Ein idealer Mann von Oscar Wilde, Regie: Georgios Zervoulakos
- 2018: Düsseldorfer Schauspielhaus, Lazarus (deutsche Erstaufführung) von David Bowie und Enda Walsh, Regie: Matthias Hartmann
- Theater in der Josefstadt, Eine Frau von Tracy Letts, Regie: Alexandra Liedtke
- Burgtheater Wien, Der Kandidat von Carl Sternheim nach Flaubert[1]
- 2019: Düsseldorfer Schauspielhaus, Die Entdeckung des Himmels von Harry Mulisch, Regie: Matthias Hartmann
- Hessisches Staatstheater Wiesbaden, Kabale und Liebe von Friedrich Schiller, Regie: Johanna Wehner
- 2020 Theater Freiburg, Das kalte Herz von Wilhelm Hauff, Regie & Bühnenfassung: Michael Schachermaier
- 2022: Stadttheater Ingolstadt, Die Nashörner von Eugène Ionesco, Regie: Claus Peymann[2]
- Salzburger Landestheater, BuddenbrooksBuddenbrooks von Thomas Mann, Regie: Alexandra Liedtke
- Theater Freiburg, Die Schneekönigin von Hans Christian Andersen, Regie und Bühnenfassung: Michael Schachermaier[3]

### Musiktheater
- 2004: Opernhaus Zürich, Die verkaufte Braut von Bedrich Smetana, Regie: Matthias Hartmann, Dirigent: Peter Schneider
- 2006: Opernhaus Zürich, Tiefland von Eugen d’Albert, Regie: Matthias Hartmann, Dirigent: Franz Welser-Möst
- 2007: Opernhaus Zürich, Carmen von Georges Bizet, Regie: Matthias Hartmann, Dirigent: Franz Welser-Möst
- 2008: Oper Köln, Die lustige Witwe von Franz Lehar, Regie: Jasmin Solfaghari, Dirigent: Enrico Dovico
- 2008: Gran Teatre del Liceu Barcelona, Tiefland von Eugen d‘ Albert, Regie: Matthias Hartmann, Dirigent: Michael Boder
- 2009: Wiener Staatsoper, Lady Macbeth von Mzensk von Dmitri Schostakowitsch, Regie: Matthias Hartmann, Dirigent: Ingo Metzmacher[4]
- 2010: Michailowski-Theater Sankt Petersburg, Katja Kabanowa von Leoš Janáček, Regie: Niels Peter Rudolph, Dirigent: Peter Feranec
- 2011: Stadttheater Augsburg, La Traviata von Giuseppe Verdi, Regie: Markus Trabusch, Dirigentin: Carolin Nordmeyer
- 2012: Stadttheater Augsburg: Violanta und Der Ring des Polykrates von Erich Wolfgang Korngold, Regie: Markus Trabusch, Dirigentin: Carolin Nordmeyer
- 2018: Wiener Staatsoper, Samson et Dalila von Camille Saint-Saens, Regie: Alexandra Liedtke, Dirigent: Marco Armiliato[5]
- 2020: Hessisches Staatstheater Wiesbaden, Matthäus-Passion von Johann Sebastian Bach, Regie: Johanna Wehner, Dirigent: Konrad Junghänel
- 2021: Salzburger Landestheater, Ariadne auf Naxos von Richard Strauss, Regie: Alexandra Liedtke, Dirigent: Leslie Suganandarajah
- 2023: Theater Freiburg, Marnie von Nico Muhly, Regie: Peter Carp, Dirigent: André de Ridder
- 2023: Teatro del Maggio Musicale Fiorentino, Carmen von Georges Bizet, Regie: Matthias Hartmann, Dirigent: Zubin Mehta

## Auszeichnungen
Su Bühler wurde mehrfach von der Zeitschrift Theater heute in der Kategorie Bestes Kostümbild nominiert, für die zwei Botho-Strauß-Uraufführungen Der Kuss des Vergessens (1999, Zürich), Der Narr und seine Frau heute Abend in Pancomedia (2001, Bochum) und Mendy das Wusical von Helge Schneider (2003, Bochum).